# Елізабет Сміт
Елізабет Сміт (англ. Elizabeth Smith), вона ж Ліббі (англ. Libby) — вигаданий персонаж американського телесеріалу «Загублені» (виробництво ABC). Одна з уцілілих хвостової частини літака. Її роль виконала американська актриса Синтія Вотрос. У неї та Герлі була взаємна симпатія. Після 65 днів перебування на Острові була важко поранена Майклом і згодом померла. Про Ліббі відомо мало, оскільки у неї не було своїх флешбеків, хоча вона з'являлася у флешбеках інших героїв: Дезмонда, Герлі та Еко.

## Біографія

### До авіакатастрофи
Ліббі виросла в Каліфорнії. Закінчивши школу вона хотіла стати медиком, але кинула навчання в перший же рік. Зрештою вона стала клінічним психологом.
За неперевіреними даними, у неї було 3 чоловіки, проте згадується тільки про Девіда, він подарував їй яхту «Елізабет», яку вона своєю чергою подарувала Дезмонду. Вона також лікувалася у психіатричній клініці — в той же час і в тому ж місці, де лікувався Герлі.
Досі невідомо, що Ліббі робила в Австралії й навіщо летіла в Лос-Анджелес. Однак незадовго до відльоту, Ліббі втрутилася в запеклу суперечку між Еко і Шарлоттою Малкін в аеропорту Сіднея. Вона запитала, чи все в порядку, і хоча вони як і раніше мовчали, вона запевнила, що все буде добре.

### На острові
Ліббі летіла у хвості літака. Після авіакатастрофи вона відразу ж починає допомагати постраждалим. Деякі, однак, помирають через кілька днів після аварії. Через деякий час Інакші починають викрадати всіх тих, хто залишився в живих, крім неї та ще шести осіб. Ті, що вижили, в тому числі й Ліббі підозрюють, що Натан — один з Інакших, що призводить до його смерті від руки Гудвіна, який насправді є Інакшим. Зрештою, вона та ті, що уціліли, знаходять рацію, яка дозволяє їм зробити короткий контакт, який потім ловить Бун. Гудвін, намагається вкрасти цю рацію, але Ана-Люсія здогадується, що він «Інакший» і вбиває його. Її група знаходить Джина, Майкла, і Соєра. Ана-Люсія зі своєю групою садить їх у яму, але незабаром вони починають дружити. Після зустрічі двох груп вона зав'язала стосунки з Герлі та втримала його від самогубства, коли в помутнінні розуму він вирішив, що весь острів — породження його хворого розуму. На 65-му дні перебування на острові, Ліббі була несподівано застрелена Майклом в бункері як свідок вбивства ним же Ани-Люсії.

### Після смерті
Після смерті привид Ліббі став переслідувати Майкла. Коли він потрапив у лікарню після чергової невдалої спроби самогубства — Майкл на повній швидкості в'їхав на автомобілі в стінку величезного ящика в порту — уві сні йому прийшла Ліббі в ролі медсестри. Пізніше, коли Майкл вже був юнгою на кораблі Kahana, Ліббі з'явилася в момент, коли Майкл зібрався підірвати корабель, але замість вибуху отримав табличку зі словами «ще рано», що з'явилась із вибухового пристрою.

## Цікаві факти
- Ліббі старше Герлі на 7 років.
- У Ліббі жодного разу не було власних флешбеків, її можна вважати самим загадковим персонажем серіалу.